# Organo della chiesa della Santissima Annunziata a Siena

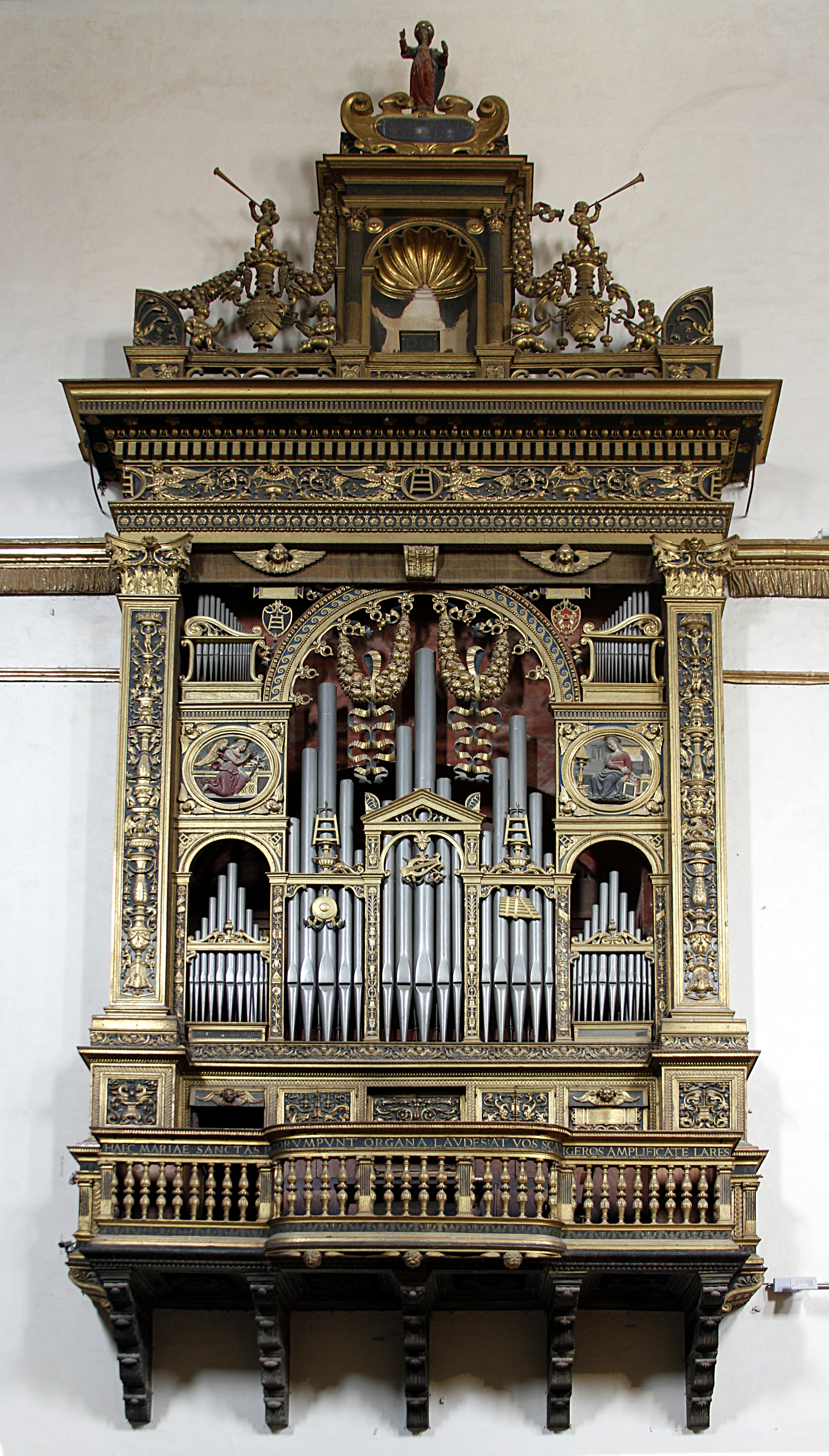
L'organo della chiesa della Santissima Annunziata a Siena.

L'organo della chiesa della Santissima Annunziata a Siena è un pregevole organo a canne costruito da Giovanni di maestro Antonio Piffero tra il 1514 e il 1518 e situato all'interno della chiesa annessa allo Spedale di Santa Maria della Scala di Siena.
Si tratta di uno dei più antichi organi a canne ancora esistenti e rimasti pressoché integri nelle loro caratteristiche foniche ed estetiche originarie.

## Storia

### Organi precedenti

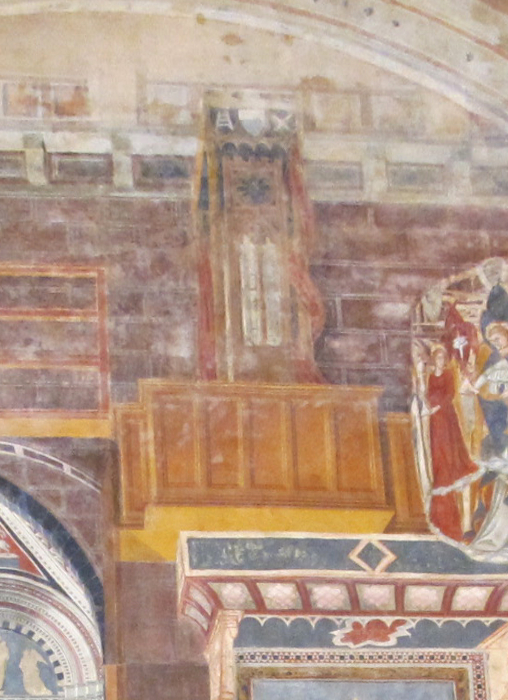
L'organo a doppia facciata nell'affresco di Domenico di Bartolo Distribuzione delle elemosine (1441-1444), nel Pellegrinaio di Santa Maria della Scala.

La presenza di un organo a canne all'interno della chiesa della Santissima Annunziata in Siena è testimoniata fin dalla metà del XV secolo: infatti, nell'affresco di Domenico di Bartolo Distribuzione delle elemosine, realizzato tra il 1441 e il 1444 e facente parte del ciclo pittorico del Pellegrinaio di Santa Maria della Scala, è raffigurato tale strumento collocato sopra una cantoria lignea posta lungo la parete laterale di sinistra della chiesa, nei pressi del doppio portale sull'attuale piazza del Duomo. L'organo, di discrete dimensioni, era della tipologia con doppia facciata e racchiuso all'interno di una cassa con decorazioni in stile gotico.
Nel 1460 venne costruito un nuovo e innovativo strumento a più registri indipendenti, probabilmente un organo portativo, dall'organaro Lorenzo di Giacomo da Prato, che a Siena aveva già operato negli anni 1454-1459 nella cattedrale.
Successivamente agli importanti restauri in stile rinascimentale della chiesa, promossi dal rettore dello Spedale Niccolò di Gregorio Ricoveri a partire dal 1471, venne affidata agli organari Michele di Giuliano e Francesco di Guido, detto il Petruccio, e al pittore Guidoccio Cozzarelli la realizzazione di un nuovo e più grande organo a canne, tra il 1488 e il 1489. Per questo Neroccio di Bartolomeo de' Landi realizzò due pendagli con angioletti, ora alla Pinacoteca nazionale di Siena, in cartapesta (1488-1492), mentre di Ventura di ser Giuliano Turapilli sono i due tondi con l'Arcangelo Gabriele annunziante e la Vergine annunziata, risalenti al medesimo periodo e poi inglobati all'interno della cassa del nuovo strumento.

### Organo attuale
Il 25 gennaio 1514 venne steso il contratto tra Giovanni di maestro Antonio Piffero e lo Spedale per la costruzione di un nuovo organo a canne; i lavori si protrassero per più di quattro anni, in ottemperanza alla consuetudine secondo cui l'organaro impiegava diversi anni per portare a termine i suoi strumenti. I lavori terminarono nell'agosto del 1518 e il collaudo venne affidato al proposto Andrea da Prato e al servita Alessandro Coppini da Firenze; l'organaro ricevette un compenso di cinquecento lire e sette ducati. La cassa venne realizzata da Giovanni di Pietro, detto Castelnuovo, intagliatore, Ghino d'Antonio, doratore con la collaborazione del battiloro Nicolò Tedesco, Bartolomeo di David, pittore, e Carlo di Andrea Galletti, scultore.
Lo strumento, nei secoli successivi, rimase pressoché inalterato; probabilmente nel XVIII secolo vennero aggiunti il registro Mosetto e il pedalone per il Tirapieno. Tra il 1973 e il 1975, sotto la supervisione di Oscar Mischiati l'organo è stato restaurato filologicamente dalla ditta Tamburini di Crema, con la ricostruzione del registro Mosetto.

## Descrizione

### Cantoria e cassa
(Iscrizione sulla balaustra della cantoria.)
L'organo a canne, all'interno della chiesa della Santissima Annunziata, è situato a ridosso della parete di destra, nei pressi del presbiterio, tra la penultima e l'ultima finestra a partire dalla controfacciata, sopra l'apposita cantoria.
Quest'ultima è in legno, sorretta da quattro mensole color noce naturale; la balaustra, che nella parte mediana presenta un largo rigonfiamento verso l'esterno, è dipinta d'oro e di blu, con l'architrave, sul quale corre un'iscrizione in latino,sorretto da colonnine intervallate da pilastrini a pianta rettangolare.
Lo strumento è situato all'interno di una nicchia che si apre nella parete e che è chiusa, sulla parte anteriore, dalla cassa lignea, pregevole opera d'intaglio, dipinta di blu scuro con parti decorative dorate. La struttura, ispirata ad un antico arco di trionfo, è costituita da un basamento con sette pannelli rettangolari decorati a bassorilievo, con quello centrale corrispondente alla consolle; più in alto, è delimitata lateralmente da due lesene corinzie, con un fitto intaglio dorato raffigurante elementi vegetali, putti trombettieri e numerosi animali, molti dei quali mitologici, tra i quali chimere, unicorni, arpie e sfingi.
(Iscrizione su cartiglio del coronamento.)

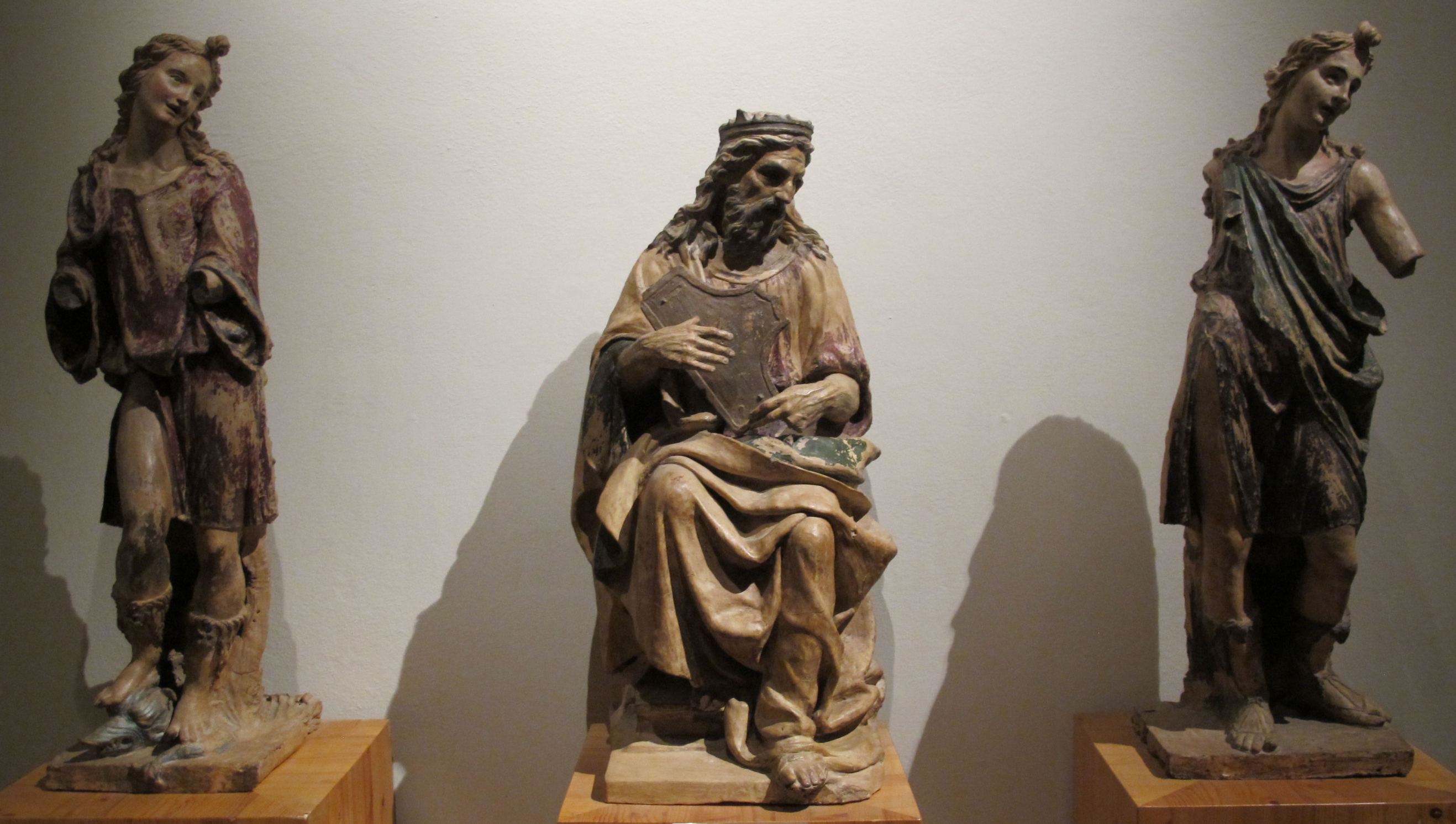
Carlo di Andrea Galletti San Michele arcangelo, Re David e San Raffaele arcangelo (1518-1519), già al centro del coronamento dell'organo, ora presso la Pinacoteca nazionale di Siena.

Il coronamento poggia su un architrave decorato con angeli che sorreggono lo stemma dello Spedale di Santa Maria della Scala, ed è costituito da due angeli trombettieri posti sopra un alto fregio ad intaglio, con al centro una nicchia vuota, un tempo ospitante le tre sculture in terracotta policroma di Carlo di Andrea Galletti, realizzate tra il 1518 e il 1519, raffiguranti San Michele arcangelo (a sinistra), Re David (al centro) e San Raffaele arcangelo (a destra), reputate un'aggiunta posteriore e attualmente presso la Pinacoteca nazionale di Siena. Alla sommità, statua della Vergine annunciata (XV secolo), in legno intagliato, installata con il sottostante cartiglio in un secondo momento in luogo di una statua del Galletti raffigurante lo stesso soggetto e andata perduta.
La mostra è composta da 63 canne di principale disposte su due piani in più campi, secondo l'uso tipicamente rinascimentale; il piano inferiore si articola in tre archi: due più piccoli, ciascuno contenente una cuspide di 11 canne, che affiancano uno centrale più ampio, al suo interno tripartito con decorazione a serliana, in ognuno dei campi della quale si trovano 5 canne disposte a cuspide (canna centrale Fa0 del Principale 12'); sopra ognuno dei due archi laterali, un organetto morto di 13 canne, disposte a cuspide digradante verso il centro. Le bocche sono a mitria, allineate fra di loro all'interno di ciascun campo. Sopra i due archi laterali, al di sotto degli organetti morti, vi sono due tondi policromi a bassorilievo raffiguranti l'Arcangelo Gabriele annunziante (a sinistra) e la Vergine annunziata (a destra), realizzati da Ventura di ser Giuliano Turapilli tra il 1488 e il 1492 per la cassa dell'organo precedente.

### Caratteristiche tecniche

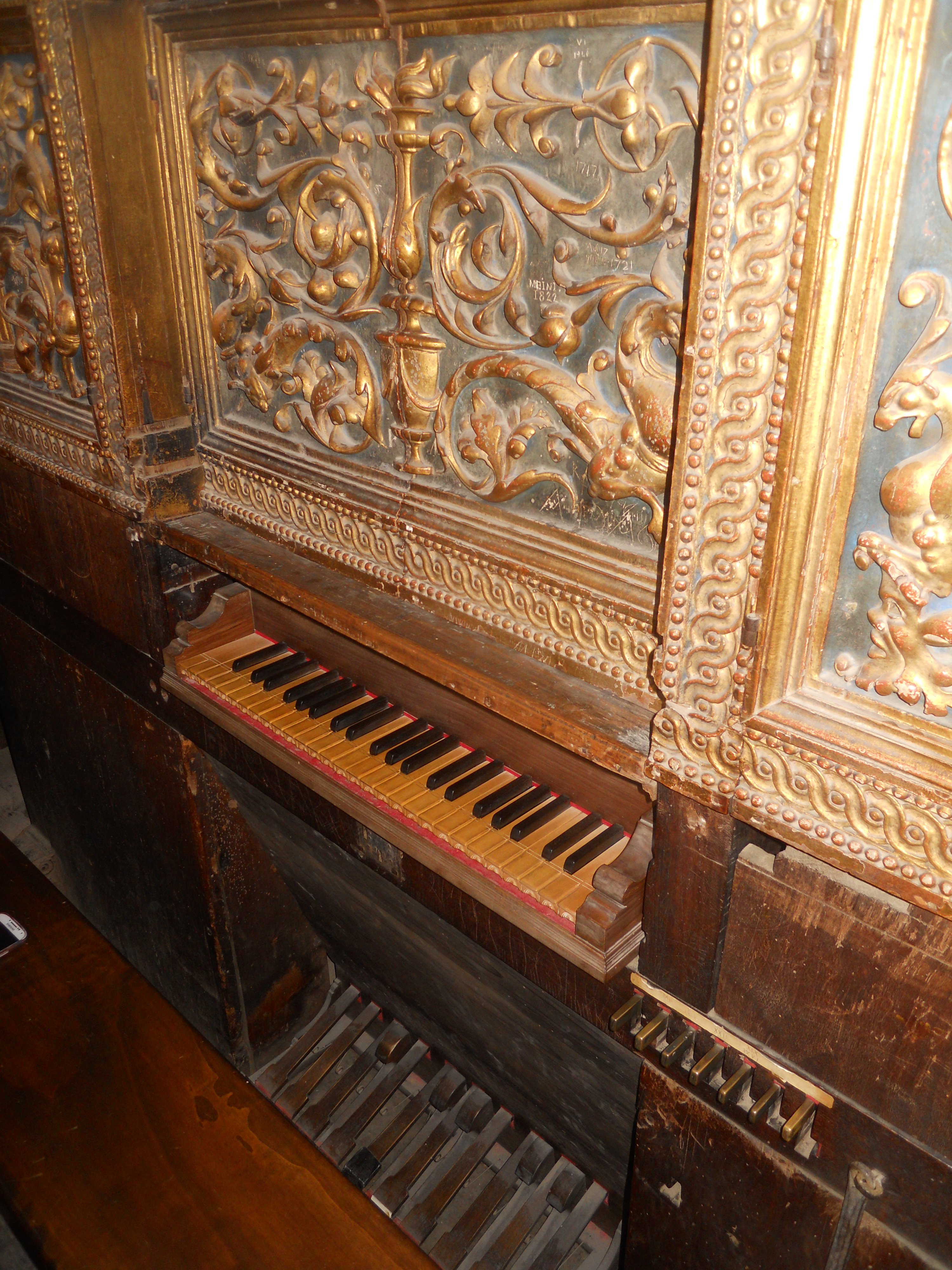
La consolle.

L'organo a canne è a trasmissione integralmente meccanica: sospesa con recenti tiranti verticali in ottone per la tastiera e con tiranti in ferro verticali per i registri; la pedaliera, invece, è priva di meccanica propria e i vari pedali sono collegati ai rispettivi tasti della tastiera con nastri di stoffa.
La consolle è a finestra, posta al centro del basamento della cassa; la tastiera, recente, è interamente in legno, con tasti diatonici in bosso e cromatici in ebano, con un'estensione di 47 note, da Fa0 a Fa4, senza Fa#0 e Sol#0; la pedaliera, coeva, è a leggio, priva di registri propri e costantemente unita al manuale, con un'estensione di 15 note, da Fa0 a La1, senza Fa#0 e Sol#0; sulla destra, vi è il pedalone ad incastro del Tiratutti, risalente al XVIII secolo. I registri sono azionati da sette manette in ottone di piccole dimensioni, non originali, con scorrimento verticale verso il basso e incastro a destra, poste su unica fila orizzontale alla destra della tastiera, con nomi scritti a penna su un unico cartellino, in gran parte cancellati.
Il materiale fonico, costituito esclusivamente da canne metalliche, è completo e integralmente originale ad esclusione delle canne del Regale, registro settecentesco ricostruito dalla ditta Tamburini nel corso del restauro del 1973-1975, ed è alimentato da un moderno mantice a cuneo, posto al di sotto del somiere, quest'ultimo originale, della tipologia a vento (a tiro solo relativamente al registro del XVIII secolo).
Il temperamento è mesotonico, con il corista del La a circa 523 Hz. L'intonazione, ricalcante quella originaria, è particolarmente dolce nei registri di fondo e più marcata nel ripieno, tanto che Marco Enrico Bossi scrisse in merito:
Di seguito la disposizione fonica dello strumento:

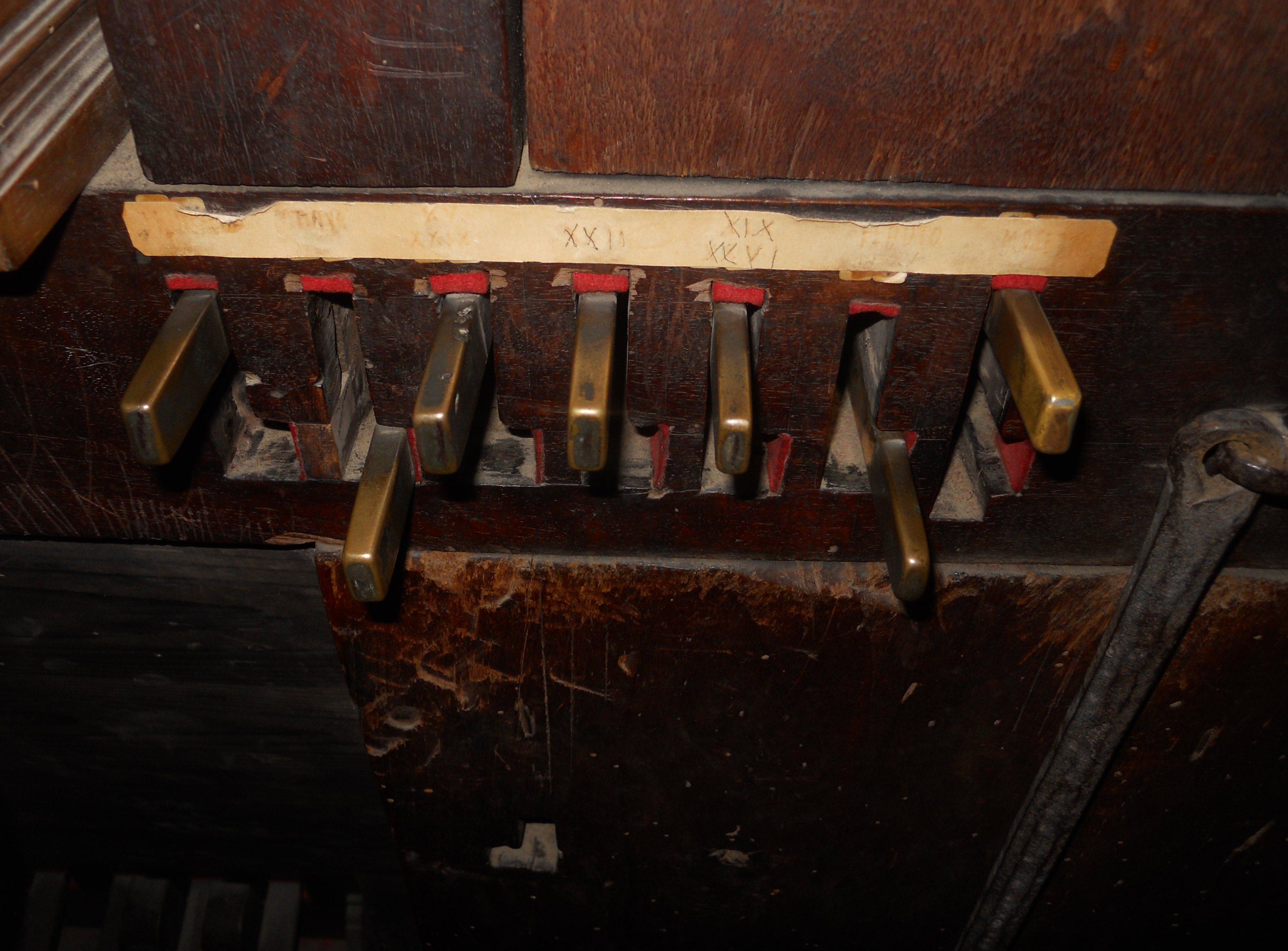
Le manette dei registri.

| Manuale       |          |
| [Principale   | 12']     |
| [Ottava       | 6']      |
| [XV-XIX       | 3']      |
| XXII          | [1.1/2'] |
| XIX-XXVI      | [ N 4 ]  |
| [Flauto in XV | 3']      |
| [Regale       | 6']      |

1. ↑  doppio da Fa#2.
2. ↑  doppia da Do2, tripla da Fa3.
3. ↑  doppia in subottava da Mi2, ritornella dalla stessa nota.
4. ↑  ritornella da Do4.

## Cappella della musica
(Iscrizione nei tre cartigli dell'architrave.)

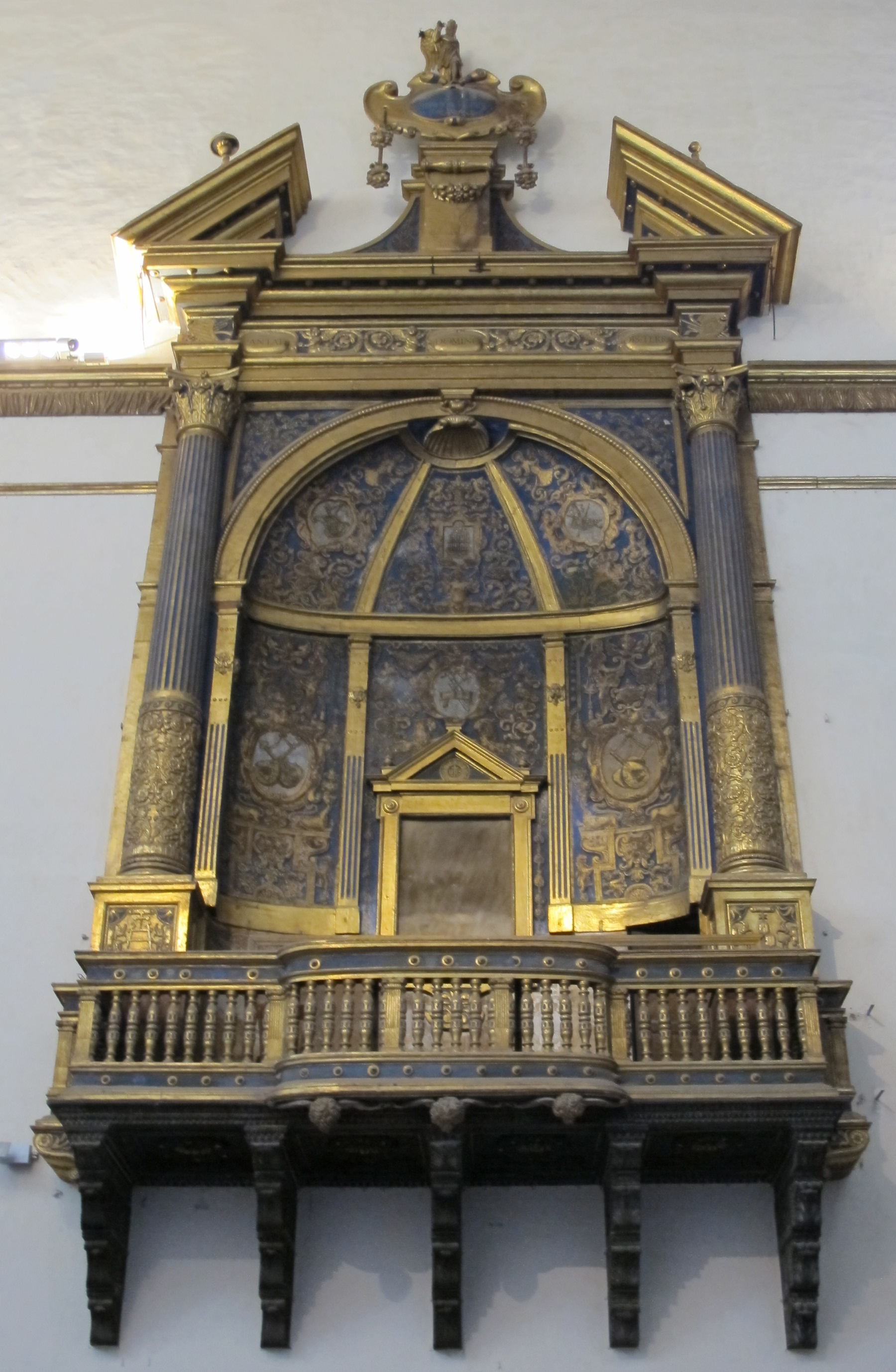
La cosiddetta cappella della musica.

Sulla parete di sinistra della navata della chiesa, tra la penultima e l'ultima finestra a partire dalla controfacciata, simmetricamente rispetto all'organo a canne, si trova la cosiddetta cappella della musica.
Il manufatto venne costruito nel 1601, sfruttando il notevole spessore del muro, come luogo di esecuzione per i cantori durante le celebrazioni; la sua decorazione, tuttavia, venne completata a due riprese: dapprima nel 1603 ad opera di Domenico di Filippo con la realizzazione della statua sulla sommità del coronamento; poi nel 1628, con elementi analoghi alla cassa dell'organo.
La struttura, in legno e muratura e dipinta di blu scuro con dorature, poggia su una cantoria simmetrica a quella sulla quale è posto l'organo; due semicolonne corinzie scanalate incorniciano una nicchia ad arco, schiacciata, con decorazioni pittoriche raffiguranti volute e strumenti musicali, con al centro una finta finestra con timpano triangolare. Il coronamento è costituito dall'architrave dorato che sorregge un timpano triangolare spezzato e, al centro, una statua dorata raffigurante l'Arcangelo Gabriele annunciante, en pendant con quella sulla sommità dell'organo, realizzata da Domenico di Filippo nel 1603 e poggiante su un cartiglio privo di iscrizioni.